# Szmuel Josef Agnon

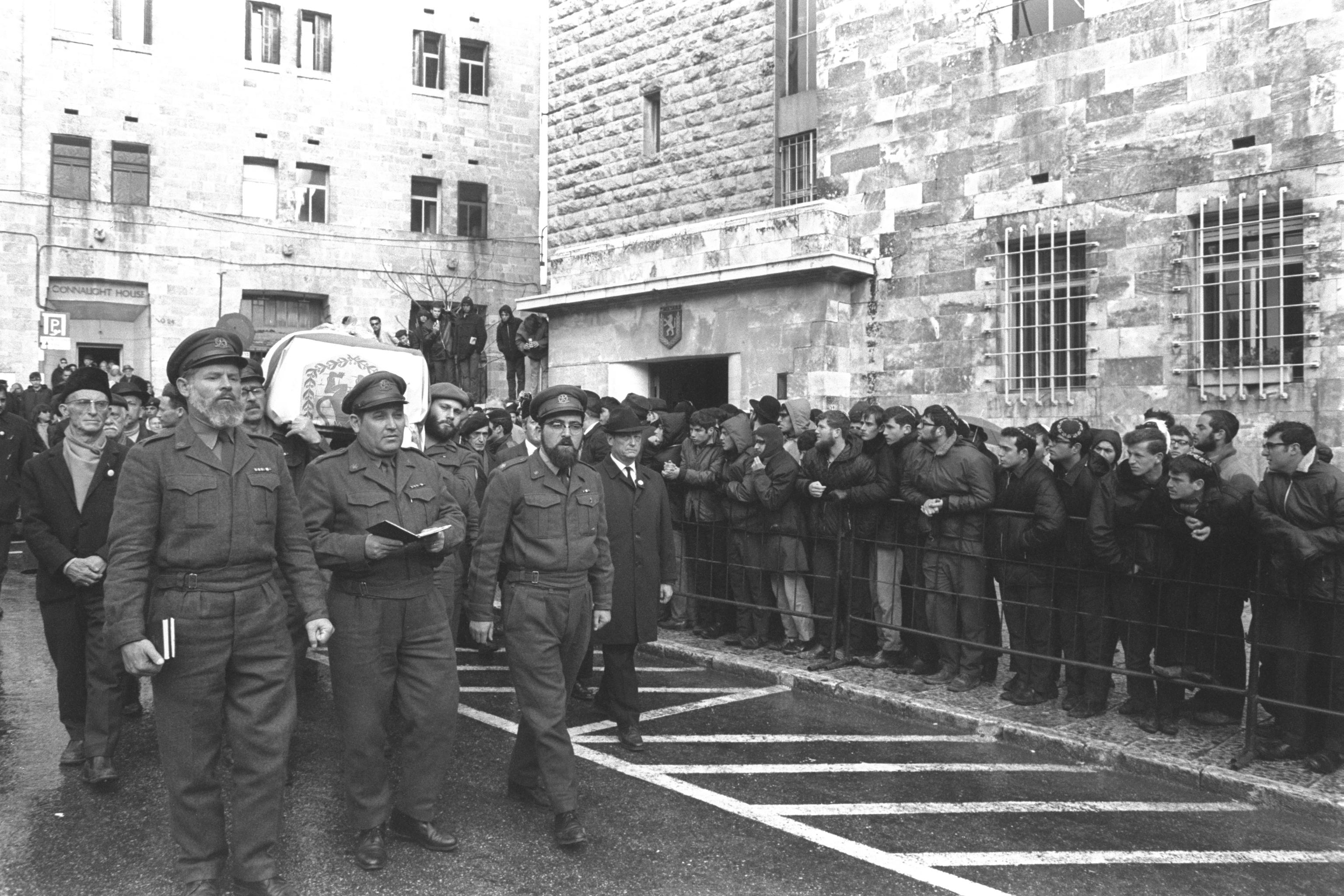
Kondukt pogrzebowy Agnona udający się na Górę Oliwną

Szmuel Josef Agnon, również Samuel Agnon, właśc. Szmuel Josef Czaczkes (ur. 8 sierpnia 1887 lub 17 lipca 1888 w Buczaczu, zm. 17 lutego 1970 w pobliżu Tel Awiwu) – izraelski prozaik hebrajski i badacz tradycji. Laureat Nagrody Nobla w dziedzinie literatury za rok 1966. Autor powieści i opowiadań obrazujących środowisko chasydzkie na przełomie XIX i XX wieku.

## Życiorys
Wychowywał się w rodzinie mocno związanej z żydowską tradycją. Samouk; od trzeciego do dziewiątego roku życia uczył się w trzech chederach, między innymi u swego ojca. Studiował język niemiecki, Biblię i Talmud u prywatnych nauczycieli, a literaturę chasydzką w synagodze chasydów czortkowskich. Czytał literaturę galicyjskich Żydów oświeconych, później także dzieła niemieckie i skandynawskie, do czego przyczyniły się opowieści matki o tejże literaturze słyszane w młodości. W 1907 roku jako jeden z pionierów wyemigrował z Galicji (w ówczesnych Austro-Węgrzech) do Palestyny i osiadł w Jaffie. W latach 1913–1924 przebywał w Niemczech (od 1914 w Berlinie). Powrócił do Palestyny w 1924 roku. W 1929 podczas arabskich rozruchów w Jerozolimie zniszczono jego bibliotekę. Dwukrotnie był laureatem Nagrody Bialika (1934, 1950) oraz Nagrody Izraela (1954, 1958). W roku 1966 wraz z Nelly Sachs otrzymał literacką Nagrodę Nobla.
Pochowany został na Górze Oliwnej w Jerozolimie.

## Twórczość
Zaczął pisać w wieku ośmiu lat; początkowo w języku jidysz, a od momentu osiedlenia w Palestynie po hebrajsku. Początkowo jego prace opisywały ludzi i tradycje, później Izrael. Jego najbardziej znanym utworem w jidysz jest Tojtn-tanc (Taniec śmierci). W Palestynie zadebiutował napisanymi już po hebrajsku opowiadaniami: Agunot (Porzucone żony) i Wehaja heakow lemiszor (Krzywe stanie się prostym). W czasie pobytu w Niemczech, wraz z Martinem Buberem, zamierzał wydać chasydzkie opowiadania; część z nich wydali w zbiorze Polin. Źródła twórczości Agnona to: dzieje Żydów w Galicji i jego źródła, współczesna literatura hebrajska i nauka o judaizmie, literatura i kultura niemiecka oraz inna literatura europejska. W późniejszym okresie poruszał tematy, którymi żyli osiedleńcy w Palestynie. W nowelach portretował młode społeczeństwo izraelskie. W jego twórczości ceniony był oryginalny styl narracji będący połączeniem tradycyjnych moralistycznych wywodów rabinackich z dramatyczną współczesną relacją dokumentalną.

## Dzieła
- Porzucone żony (opowiadanie, 1909)
- Pełny zbiór opowiadań Agnona (1931)
- Wydawanie za mąż (powieść 1931, wersja druga 1937)
- Zwyczajna historia (powieść 1935)
- Gość na noc (powieść 1939)
- Wczoraj przedwczoraj (powieść 1945)
- Szira (powieść 1971)